# Austalis bergi
Austalis bergi är en tvåvingeart som först beskrevs av Charles Howard Curran 1947.  Austalis bergi ingår i släktet Austalis och familjen blomflugor. Inga underarter finns listade i Catalogue of Life.